# Urša Kragelj
Urša Kragelj (San Pietro-Vertoiba, 2 luglio 1988) è una canoista slovena, specializzata nello slalom.

## Carriera

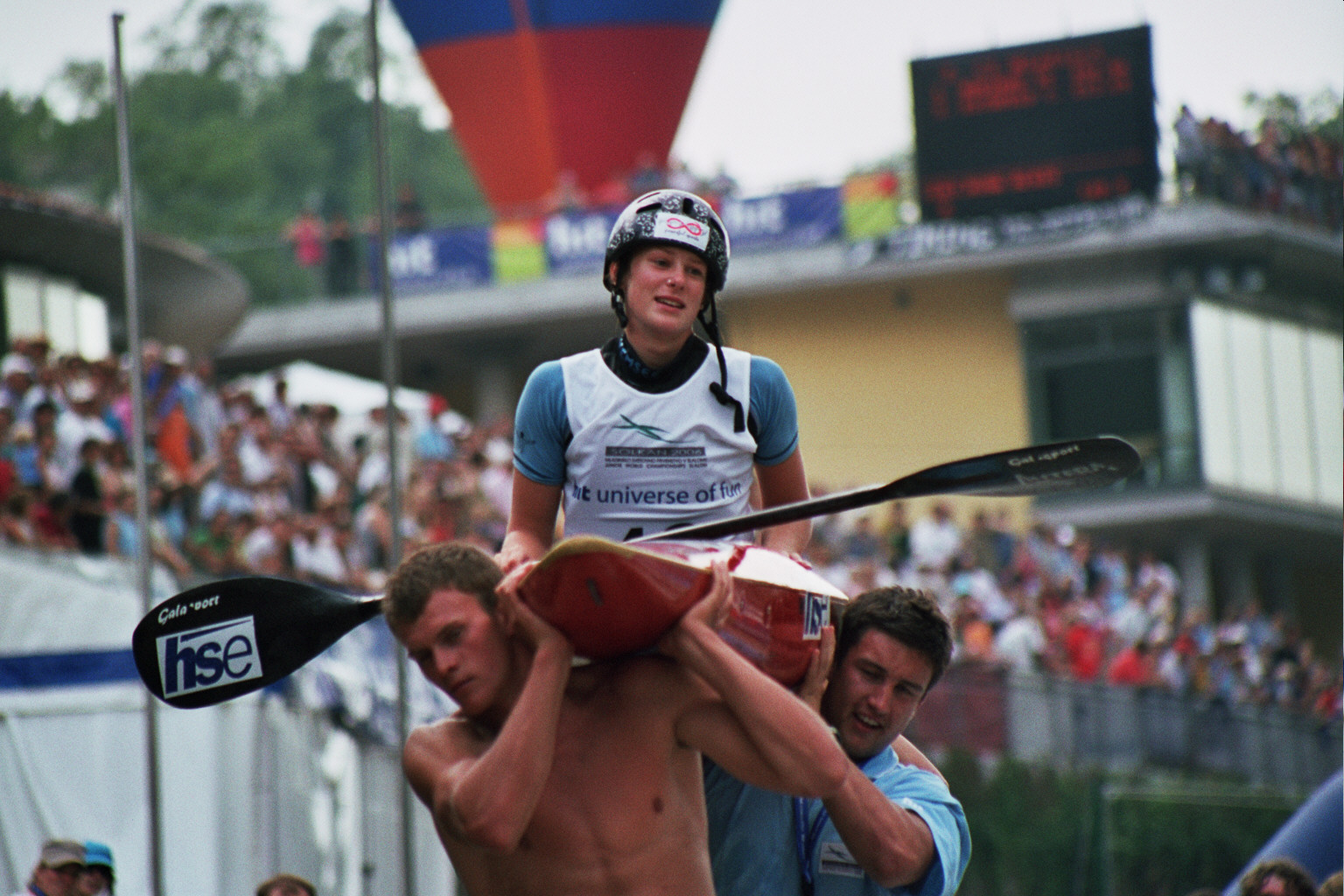
Kragelj viene festeggiata dopo aver vinto la medaglia d'oro ai Campionati del Mondo Junior di Solcano

Kragelj inizia la sua carriera agonistica internazionale nel 2006, esordendo ai Campionati Mondiali di Canoa Slalom Junior a Salcano in Slovenia, dove ottiene una medaglia d'oro nella gara K-1 individuale.
Dopo aver conquistato altre medaglie agli Europei Junior e Under 23 tra il 2006 e il 2010, vince la sua prima medaglia in una competizione assoluta agli Europei 2010 di Bratislava, con un bronzo nella categoria K-1 individuale. Nello stesso anno, conquista un'altra medaglia di bronzo nel K-1 a squadre ai Mondiali di Lubiana, in collaborazione con Nina Mozetič e Eva Terčelj .
Torna a vincere in una competizione maggiore nel 2013 con il bronzo nel K-1 a squadre coadiuvata da Terčelj e Ajda Novak ai Europei.

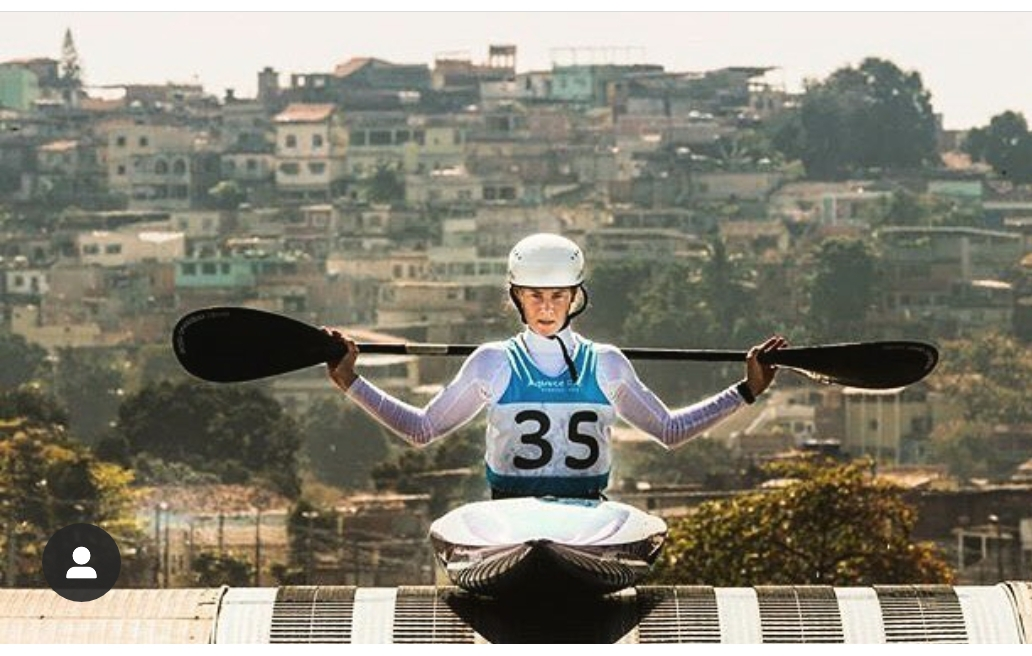
Urša Kragelj alle Olimpiadi di Rio 2016

Nel 2016, porta a casa un argento nel K-1 individuale ai Campionati Europei di Liptovský Mikuláš, grazie al quale riesce a strappare il pass per le Olimpiadi 2016 di Rio de Janeiro, raggiungendo la finale, chiudendo al 9º posto.

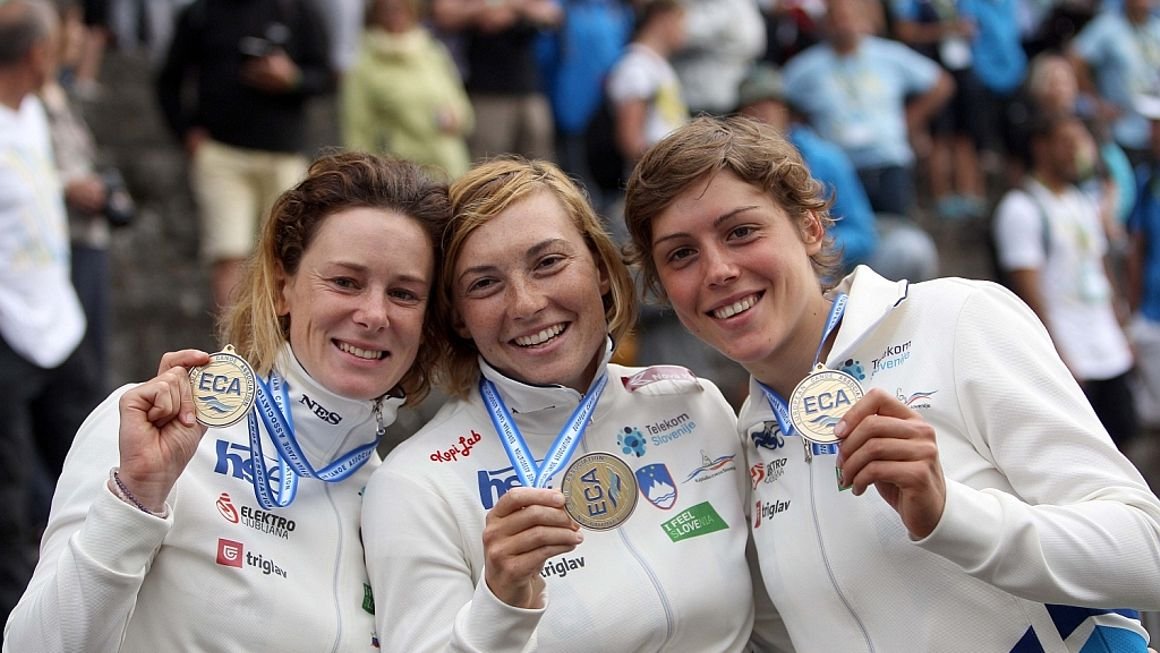
Kragelj festeggia l'oro all'Europeo nel K-1 squadre con Ajda Novak e Eva Terčelj

Nel 2017 vince la sua prima medaglia d'oro in una competizione maggiore, con l'oro nel K-1 a squadre, agli Europei di Lubiana, sempre con Ajda Novak e Eva Terčelj.

## Palmarès
- Mondiali - Slalom

Lubiana 2010: bronzo nel K1 a squadre.
Praga 2013: bronzo nel K1 a squadre.
- Europei - Slalom

Bratislava 2010: bronzo nel K1.
Liptovský Mikuláš 2016: argento nel K1.
Lubiana 2017: oro nel K1 a squadre.